# انجمن توسعه بین‌الملل
انجمن توسعه بین‌الملل یا مؤسسه توسعه بین‌الملل (به انگلیسی: International Development Association) (به اختصار IDA) کشورهایی را شامل می‌شود که دارای تراز پرداخت‌های ضعیف هستند و به آنها وام‌های بلند مدت می‌دهد، به‌گونه‌ای که باز پرداخت بعضی از وام‌های این مؤسسه به ۵۰ سال هم می‌رسد.